# Vezetői ellenőrzés
A vezetői ellenőrzés olyan vezetői folyamat, amely feltárja, hogy egy vállalat vagy szervezet részegységei, illetve egyes munkatársai valóban cél- és eredményorientáltan működnek-e.
Az ellenőrzés általában a vállalat belső erőforrásaival történik, külső szakértőt nem alkalmaznak. Az ellenőrzés akkor reális, ha az adott szervezet konkrét sajátosságainak, adottságainak és lehetőségeinek a figyelembevételével valósul meg.

## Formái

### Totális kontroll
- a totális kontrollal azok a felettesek élnek, akik kevésbé, vagy egyáltalán nem bíznak meg a beosztottjaikban, ezért minden mozzanatot ellenőriznek
- a totális kontroll a tekintélyelven alapuló vezetési stílushoz köthető, és nem egyeztethető össze a felelősség delegálásával, illetve a közös célmeghatározással

### Eredménykontroll
- kedvező a motivációra gyakorolt hatása
- hátránya, hogy a negatív irányú eltérések felismerése túl későn történik, és így nincs lehetőség a változtatásra, ezért e hiány kiküszöbölésére gyakran közbenső ellenőrzéseket kell beiktatni

### Önkontroll
- a beosztott maga ellenőrzi a munkája előrehaladását
- az ellenőrzés végző motiváltsága nagyon erős, és arra törekszik, hogy a célokat elérje
- negatív eltérések esetén a beosztott saját illetékességi körén belül módosító intézkedéseket vezet be
- hátránya, hogy ha az önkontrollt végző hatástalan ellenintézkedéseket tesz, akkor a késedelem miatt már általában a felettese sem tudja javítani az eredményt
- az önkontroll eredményét jelenteni kell a vezetőnek.

### Külső kontroll
- az ellenőrzést más személyek, főként a felettes végzi a vezetői feladatok részeként
- a beosztottak demotiváltságának elkerülésére az ellenőrzés intenzitását és mikéntjét a már elvégzett feladatok határozzák meg megvalósítása általában eredménykontroll formájában, a köztes ellenőrzésekkel együtt, beszélgetés keretében történik

### Szúrópróbakontroll
- a totális kontroll ellenkezője
- célja, hogy még az eredmények előterében kiderítsék, helyes-e a megvalósítás módja
- fontos a helyes módszer kiválasztása: ha a felettesnek nincsenek kételyei a beosztottak teljesítményét és viselkedését illetően, akkor a bizalom jeleként megbeszélések útján tájékozódik a folyamat állásáról, a várható sikerről és arról, hogy vannak-e, illetve várhatóak-e nehézségek

### Rendszerkontroll
- részei a revízió és az időmeghatározás
- jellemzője, hogy a funkciók vagy a személyek ellenőrzése egységesen megadott mérce alapján történik
- a motivációra, illetve a frusztrációra gyakorolt hatását tekintve a rendszerkontroll értéksemleges

## Értékelési szempontok
- az előítéletek mellőzése (nagyobb a veszélye annak, hogy egy folyamat vagy állapot megítélésekor hibát követnek el)
- az ellenőrzés nem hibakeresés, hanem célszerű és szükséges intézkedés
- az ellenőrzéseket nem burkoltan, hanem nyíltan kell elvégezni
- az ellenőrzés a beosztottak teljesítményének és magatartásának egész spektrumát átfogja
- az ellenőrzés mértéke akkora, amennyi a biztonság eléréséhez elengedhetetlenül szükséges
- az ellenőrzés összefügg a beosztottak és teljesítményük elismerésével
- segítségnyújtás a beosztottaknak
- a tevékenység nehézségi fokának, a munkatársak képességeinek, fejlettségi szintjének és a külső hatásainak figyelembe vétele
- egy hiba észrevételekor ösztönözni kell azok önálló felismerését
- visszajelzés az ellenőrzés eredményeiről